# Вилла Кьерикати
Вилла Кьерикати или Вилла Кьерикати-Риго (итал. Villa Chiericati, Villa Chiericati-Rigo) — вилла (загородный дом), постройка, спроектированная в начале 1550-х годов выдающимся венецианским архитектором Андреа Палладио для Джованни Кьерикати, брата Джироламо, для которого в те же годы Палладио строил Палаццо Кьерикати в Виченце. Расположена в Ванчимульо-ди-Грумоло-делле-Аббадессе (Vancimuglio di Grumolo delle Abbadesse), область Венето на севере Италии. Завершена в 1584 году, через четыре года после смерти Палладио, архитектором Доменико Гроппино.
В 1996 года вилла вместе с другими постройками Палладио включена в список Всемирного наследия ЮНЕСКО «Города Виченца и Палладиевых вилл Венето» (Città di Vicenza e Ville Palladiane del Veneto).
На протяжении нескольких столетий Вилла Кьерикати является одним из классических образцов палладианства для архитекторов и историков искусства многих стран.

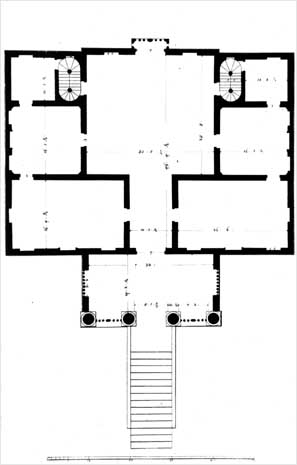
План виллы. Чертёж О. Бертотти-Скамицци. 1781

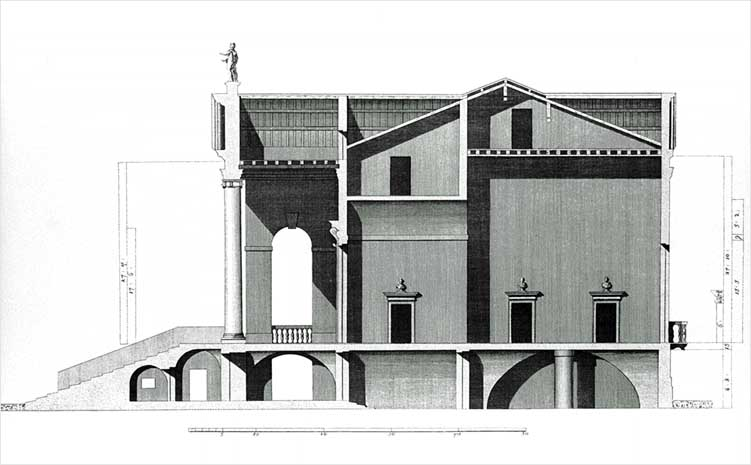
Разрез по продольной оси. Чертёж О. Бертотти-Скамоцци. 1781

## История и архитектура
План виллы приближен к квадрату. В центре главного фасада находится четырёхколонный портик ионического ордера, увенчанный треугольным фронтоном. К входу в здание, расположенному на высоком цоколе, ведёт широкая лестница.
Основные помещения находятся на первом «благородном» (итал. piano nobile) этаже. Верхний этаж имеет второстепенное значение. Архитектурная композиция виллы с колонным портиком в центре главного фасада стала прототипом для более поздних произведений Палладио: Виллы Ротонда и Виллы Фоскари (Мальконтента). Однако строительные работы прекратились после смерти заказчика. Проект виллы в значительной степени совпадает с проектом Палаццо Кьерикати и, следовательно, относится к началу пятидесятых годов, хотя в 1554 году строительство ещё не было завершено. В 1557 году, за год до смерти заказчика, вилла ещё была необитаема.
Вилла была заброшена до тех пор, пока её не приобрёл в 1574 году Лудовико Порто. В 1584 году он нанял архитектора Доменико Гроппино, который сотрудничал с Палладио в других проектах, для завершения строительства.
В точности неизвестно, насколько Гроппино повлиял на окончательный вид здания. Хотя портик, несомненно, создан самим Палладио, положение окон противоречит собственным рекомендациям архитектора, изложенным им в трактате «Четыре книги об архитектуре», где он предостерегает от размещения окон вблизи углов здания, дабы не ослабить прочность конструкции.